# Sophie Milliet
Sophie Milliet (Marsella, 2 de novembre de 1983) és una jugadora d'escacs francesa que té els títols de Gran Mestre Femení (2004) i Mestre Internacional (2009).
A la llista d'Elo de la FIDE de l'agost de 2020, hi tenia un Elo de 2401 punts, cosa que en feia la jugadora número 58 del món. El seu màxim Elo va ser de 2421 punts, a la llista d'octubre de 2012.

## Escacs
El 2001 obtingué la medalla de bronze en el campionat del món sub-18.
Fou campiona de França femení els anys 2003, 2008, 2009, 2011 i 2016.

### Participació en olimpíades d'escacs
Ha participat, representant França, en sis Olimpíades d'escacs entre els anys 2004 i 2014, amb un resultat de (+29 =16 –11), per un 66,1% de la puntuació. El seu millor resultat el va fer a les Olimpíada del 2012 en puntuar 6½ de 9 (+5 =3 -1), amb el 72,2% de la puntuació, amb una performance de 2480.